# フランドール・スカーレット
フランドール・スカーレット（Flandre Scarlet）は、同人サークルの上海アリス幻樂団が制作した作品群『東方Project』に登場する架空のキャラクター。『東方紅魔郷』のEXTRAボスであり、レミリア・スカーレットの妹。吸血鬼にして魔法少女で495年程、悪魔の妹をしている。本人曰く495年間一度も外出せず、地下にずっといたという。『紅魔郷』から登場してから17年『東方剛欲異聞』にて自機入りを果たす。

## 人物
性格は情緒不安定で気がふれているので、通常は館の外に出してもらえないとのこと。また『紅魔郷』のおまけ.txtでは吸血鬼は食事のために人間を殺さない程度に襲うが、フランドールは与えられたものしか食べたことが無いため手加減が出来なく、一滴の血の残さず吹き飛ばしてしまうと記載されている。
『紅魔郷』では人間を見ようとし、紅魔郷の外に出ようとしたがパチュリー・ノーレッジによって雨を降らされ館から出られなくなっていた。霧雨魔理沙と対峙した際に「嘘みたい私が負けるなんて...」との発言があり自身が強いと考えている。名前の綴りには表記揺れがあり、『求聞史紀』では「Frandle」、2004年01月04日のZUN氏の日記や『剛欲異聞』では「Flandre」と表記されている。『三月精』では「Frandoll」と誤表記されていたが、修正後は「Frandre」と表記されていた。彼女のテーマ曲である『U.N.オーエンは彼女なのか？』やスペルカードの『秘弾「そして誰もいなくなるか？」』、発言などからアガサ・クリスティの「そして誰もいなくなった」が元ネタとなっている。

### 容姿
虹色の翼をしており、クリスタルのようなものが付いている特徴的な形状の翼を持つ。紅い瞳をしており黄色の髪をサイドテールにまとめ、ナイトキャップをかぶっている。紅魔郷EXTRAステージではボムが効かずプレイヤーが発動している間は蝙蝠の見た目となっている。服装は赤いワンピースを着ているおり、『紅魔郷』では巻きスカートであるが『智霊奇伝』、『剛欲異聞』ではそれぞれ微妙に異なった服装になっている。

### 二つ名
- 悪魔の妹『東方紅魔郷』『東方求聞史紀』

- 恐ろしい波動『東方文花帖（ゲーム）』

- 吸血鬼の破滅的な妹『東方智霊奇伝』

- 紅い血液の悪魔『東方剛欲異聞』

### 能力
ありとあらゆるものを破壊する程度の能力
- 幻想郷に飛来した隕石を空中で破壊し隕石衝突の危機を回避している[7]。『求聞史紀』にて『全ての物質には「目」という最も緊張している部分があって、そこに力を加えればあっけなく破壊できるのだ。彼女はその『目』を移動させ、自分の手の中に作ることが出来る』と記載がある。『文花帖（書籍）』から、本人曰く「全てのものには目ってものがあってねえ。そこをきゅっとつつけばドカーンよ」とのこと。

## 出演作品

### ゲーム
- 東方紅魔郷

- 東方文花帖

- 秘封ナイトメアダイアリー

- 東方剛欲異聞

### 書籍
- 東方文花帖

- 東方求聞史紀

- 東方智霊奇伝

## スペルカード

### 東方紅魔郷
- 禁忌「クランベリートラップ」

- 禁忌「レーヴァテイン」

- 禁忌「フォーオブアカインド」

- 禁忌「カゴメカゴメ」

- 禁忌「恋の迷路」

- 禁弾「スターボウブレイク」

- 禁弾「カタディオプトリック」

- 禁弾「過去を刻む時計」

- 秘弾「そして誰もいなくなるか？」

- QED「495年の波紋」

### 東方文花帖
- 禁忌「フォービドゥンフルーツ」

- 禁忌「禁じられた遊び」

### 秘封ナイトメアダイアリー
- 紅魔符「ブラッディカタストロフ」[注 3]

- 紅神符「十七条のカタストロフ」[注 4]

- 紅星符「超人カタストロフ行脚」[注 5]

### 東方剛欲異聞
- 禁忌「レックレスバレット」

- 禁忌「ケルベロスクリッパー」

- 「掌中の破壊者」

- 「スカーレットニヒリティ」

## テーマ曲

### U.N.オーエンは彼女なのか?（紅魔郷、蓬莱人形、剛欲異聞）
- 『紅魔郷』では調律が少しずれているため再現するためには通常の調律では演奏することができない[注 6]。また、『蓬莱人形』ではロ短調となっているため、『紅魔郷』より調律が約半音高くなっている。『剛欲異聞』ではホ短調となっているが、『紅魔郷』では4分の5拍子であったところ[注 7]が4分の3拍子となっており[注 8]、その後サビの少し前[注 9]から8分の6拍子、8分の5拍子、8分の6拍子、8分の5拍子と2小節づつ繰り返すという狂気の変拍子が見られる[8]。

- 『サニーミルクの紅霧異変』というセルフアレンジが存在しており、サニーミルクのテーマ曲である『サニールチルフレクション』とともにアレンジされている[9]。

#### 上記以外での本曲の取り扱い
- 2011年ごろから、長崎県諫早市に所在する創成館高等学校の野球部の応援歌に本曲が使用されている。元々は当時千葉ロッテマリーンズに所属していたプロ野球選手神戸拓光の応援歌であり、それを取り入れる形で使用することとなった[10]。

- 2025年8月6日に日本マクドナルドがXにおいて『サムライマックをめぐる熱いバトル』と題し、本曲とヘヴィメタルバンド403の楽曲Southern Crossを用いた動画を公開し[11]話題となった[12]。なお、日本マクドナルドがプロモーションとしてアレンジを含む東方Projectの楽曲を使用したのは魔理沙は大変なものを盗んでいきましたに次いで2例目である。

## 展開
- 2022年09月17日～09月24日に開催された第18回東方人気投票では人妖部門第1位を記録している[13]。

- 2021年04月06日タイトーのラクガキ キングダム[注 10]とコラボした際、トレスター『SRフランドール・スカーレット』が配布され3Dモデル『ラクガキ』が登場した。和多田美咲が声優を務めている[14]。

- 2022年07月に頭文字D ACと東方Projectのコラボ第2弾開催時、アクリルスタンドやメーター、バイナルステッカー、アンダーネオン、BGM、アバターなどのコラボアイテムがレミリア・スカーレット、十六夜咲夜と一緒に公開された[15]。

- 『最終鬼畜妹フランドール・S』- ビートまりお氏がフランドールのテーマ曲『U.N.オーエンは彼女なのか？』を二次創作したアレンジ曲。2004年12月30日のコミックマーケット67にて『東方ストライク』に収録されている[16]。ニコニコ動画では本楽曲を使用した様々なMAD動画が作成され反響を呼んだ。2024年5月3日には『超最強！最終鬼畜妹フランドール・S』[17]が配布され、その中で様々な方がリメイクした楽曲が公開された。また、ビートまりお氏のセルフアレンジである『超最終鬼畜妹フランドール・S』は2024年5月3日セガから配信されている『プロジェクトセカイ カラフルステージ!』に実装されることとなった[18]。

- 2024年2月8日東方ダンマクカグラファンタジアロストからU.N. Owen Was Hero?がリリースされた。Toby Fox氏とZUN氏のコラボ楽曲となっており、『U.N.オーエンは彼女なのか？』とUNDERTALEに収録されているToby Fox氏作曲の『本物のヒーローとの戦い 』をお互いにアレンジしている合作曲である[19]。

## 声優
高田初美
- OVA『パチュリーが爆発する』

長谷川明子
- ドラマCD『幻想郷御伽草子〜Witches gathering〜』

金元寿子
- ゲーム『紅魔城伝説II 妖幻の鎮魂歌』

伊瀬茉莉也
- ゲーム『みらくる超パーティー -早苗と天子の幻想迷宮-』

峰岸由香里
- ゲーム『不思議の幻想郷TOD-RELOADED』
- ゲーム『不思議の幻想郷 -ロータスラビリンス-』

小真智
- ゲーム『舞華蒼魔鏡』

山下七海
- ゲーム『東方キャノンボール』

和多田美咲
- ゲーム『東方スペルバブル』
- ゲーム『ラクガキ キングダム』

門脇舞以
- ゲーム『東方LostWord』

照井春佳
- ゲーム『東方LostWord』

日高里菜
- OVA『秘封活動記録』

花守ゆみり
- ゲーム『東方ダンマクカグラ』

深崎結菜
- ゲーム『東方アルカディアレコード』

小倉唯
- ゲーム『東方幻想エクリプス』
- ゲーム『ゴシックは魔法乙女〜さっさと契約しなさい!〜』

麻倉もも
- ゲーム『東方スペルカーニバル』

野川さくら
- ゲーム『東方スカーレットディアブロ』